# Relations entre Oman et la Syrie
Les relations entre Oman et la Syrie sont les relations internationales entre le sultanat d'Oman et la République arabe syrienne. Oman dispose d'une ambassade à Damas, et la Syrie d'une ambassade à Mascate.

## Histoire
À la suite du déclenchement de la guerre civile syrienne, les États du Golfe, dont l'Arabie saoudite, le Qatar et Bahreïn, ont rapidement déclaré leur soutien à l'opposition syrienne contre le président syrien Bashar al-Assad, entreprenant d'isoler le gouvernement syrien en coupant les relations diplomatiques., fermant leurs ambassades, expulsant la Syrie de la Ligue arabe et imposant de lourdes sanctions économiques. Une exception notable dans la politique des États du Golfe est Oman, qui a non seulement refusé de fermer ses ambassades et de rompre les relations diplomatiques, mais a également refusé de soutenir l'opposition syrienne, le ministre omanais des Affaires étrangères, Yusuf bin Alawi bin Abdullah, déclarant que le rôle d'Oman dans le conflit se limiterait strictement à l’aide humanitaire, contrairement à l’Arabie Saoudite et au Qatar.
En août 2015, Oman a invité une délégation syrienne dirigée par le ministre des Affaires étrangères Walid Muallem à Mascate pour rencontrer son homologue omanais, Yusuf bin Alawi bin Abdullah,,. En octobre de la même année, le ministre omanais des Affaires étrangères s'est rendu à Damas, rencontrant Assad lui-même pour discuter de la guerre civile en cours en Syrie et de la lutte contre le terrorisme, tout en assurant l'engagement d'Oman en faveur de l'unité et de la souveraineté syriennes. Le ministre des Affaires étrangères Alawi a déclaré qu'Oman « continue de faire tout son possible pour aider à trouver une solution qui mettrait fin à la crise en Syrie » ,.
Le ministre des Affaires étrangères d'Oman, Yusuf bin Alawi bin Abdullah, a rencontré Assad et le ministre des Affaires étrangères Walid Muallem le 7 juillet 2019. À la suite de la réunion à huis clos, le ministère omanais des Affaires étrangères a rapporté que les Alaouites avaient adressé les salutations du sultan d'Oman au président syrien et évoqué l'intensification des efforts visant à « restaurer la stabilité et la sécurité dans la région », ainsi que le renforcement de la coopération omanaise. Relations syriennes.
Le 5 octobre 2020, Oman devient le premier pays du Golfe Persique à réintégrer son ambassadeur en Syrie. En juillet 2022, un conseil d’affaires conjoint Syrie-Oman est créé dans le but d’élargir la coopération économique<.
En 2023, le président Bachar al-Assad s'est rendu à Oman pour sa première visite à l'étranger depuis 2011. Le président al-Assad a également rencontré le sultan Haitham bin Tariq, les relations bilatérales et la coopération ont été discutées.[réf. nécessaire]